# Sitia
Sitia (latinsko in italijansko) ali Siteia (grško Σητεία, latinizirano: Siteía) je pristaniško mesto in občina v Lasitiju na Kreti v Grčiji. Kraj ima 11.166 prebivalcev, občina pa 20.438 (2021). Leži vzhodno od Agios Nikolaosa in severovzhodno od Ierapetre. Sitijsko pristanišče je ob Kretskem morju, delu Egejskega morja in je eno od gospodarskih središč regije Lasiti. Evropska pot E75 (ki se konča v Vardøju na Norveškem) se začne v Sitiji. Sitijo oskrbuje javno letališče Sitia. Sitia ni izkusila učinkov množičnega turizma, čeprav je ob cesti, ki vodi v Vai, dolga plaža in več zgodovinsko zanimivih krajev.

## Zgodovina
Naselitev mesta sega v predminojski čas. Izkopavanja v soseski Petras so odkrila arhitekturne ostanke s konca neolitika (3000 pr. n. št.) in se nadaljujejo skozi bronasto dobo 3000–1050 pr. n. št., vključno z minojsko palačo Petras. V občini je bilo najdenih več drugih minojskih naselbin, predvsem Itanos in Mochlos.
Po Diogenu Laërtiju je bila Sitia dom Misona iz Čena, enega od sedmih grških modrecev.

### Ime
Zdi se, da starodavna Itia ali Etea (grško Ἠτεία, prečrkov. Ēteía) približno ustreza sodobni Sitiji. Samo ime Siteia je verjetno rezultat ponovnega oklepanja se (σε, 'pri') in Ēteía.

### Starodavna Sitia
Sitijo so ustanovili Minojci in je bila zatočišče za domorodne Krečane po padcu večjih minojskih naselbin. Mesto je še naprej uspevalo skozi klasično, helenistično, rimsko in bizantinsko obdobje kot eno glavnih pristanišč na otoku.

### Beneška doba
Mesto so pozneje razširili in utrdili Benečani po prevzemu Krete leta 1204, in so ga uporabili kot bazo za operacije v vzhodnem Sredozemlju. Med beneško okupacijo je bilo mesto trikrat uničeno: prvič v potresu leta 1508, nato zaradi turškega pirata Hajredina Barbarose leta 1538 in nazadnje Benečanov samih leta 1651. To dokončno uničenje se je zgodilo v kontekstu kandijske vojne (1645–1669), v kateri so se Benečani borili za ohranitev oblasti na otoku proti Osmanskemu cesarstvu. Medtem ko Sitija ni padla v začetnem turškem napredovanju, Benečani niso imeli sredstev, da bi zdržali dolgotrajno obleganje, zato so uničili utrdbe in odstranili garnizijo v Iraklion. Lokalni prebivalci so se medtem preselili proti zahodu v Liopetro in mesto je bilo nato zapuščeno za naslednjih 200 let turške vladavine.
Glavni ostanek beneške okupacije je Kazarma (iz italijanščine casa di arma), stara trdnjava s pogledom na pristanišče.

### Moderna doba
Po beneškem obdobju in kasnejši opustitvi je mesto do leta 1870 po kretskem uporu obnovil napredni turški guverner Hüsejin Avni Paša. Kasneje je bilo ustvarjeno glavno mesto sandžaka Lasit (kasneje Lasiti, ki ostaja do danes). Pod turško vladavino se je mesto preimenovalo v Avnije po njegovem obnovitelju, a ker so lokalni Grki še naprej uporabljali tradicionalno ime Sitia, ta novost ni preživela neodvisnosti. Kljub burni zgodovini Krete ob izstopu iz Osmanskega cesarstva in priključitvi Grčiji ter prvi svetovni vojni se je prebivalstvo med letoma 1881 (570 prebivalcev) in 1928 (2100 prebivalcev) skoraj početverilo. Grška vlada je leta 1911 izvedla večja javna dela za posodobitev mesta, med katerimi je bil obnovljen velik del mesta iz osmanskega obdobja, pa tudi oskrba s svežo vodo.

## Geografija

### Občina
Občina Sitia je bila ustanovljena ob reformi lokalne samouprave leta 2010 z združitvijo treh nekdanjih občin Itanos, Lefki in Sitia, ki so postale občinske enote. Novembra 2011 je Sitia vključila štiri skupnosti Chrysopigi, Lithines, Perivolakia in Pefkoi, ki so bile prej del občine Ierapetra. Leta 2014 so se te skupnosti združile v novo občinsko enoto Analipsi.
Občino Sitia sestavljajo naslednje občinske enote in skupnosti:
- Analipsi (Chrysopigi, Lithines, Pefkoi, Perivolakia)
- Itanos (Karydi, Palaikastro, Zakros)
- Lefki (Agia Triada, Apidia, Armenoi, Chandras, Pappagiannades, Ziros)
- Sitija (Achladia, Agios Georgios, Chamezi, Exo Mouliana, Katsidoni, Krya, Lastros, Maronia, Mesa Mouliana, Myrsini, Piskokefalo, Praisos, Roussa Ekklisia, Sitia, Sfaka, Skopi, Stavromenos, Tourloti)

Občina ima površino 627 km², občinska enota 277 km².

### Pokrajina
Provinca Sitia ali Eparhija (Επαρχία Σητείας, Eparkhía Siteías) je bila ena od provinc Lasitija. Njegovo ozemlje je ustrezalo ozemlju sedanje občine Sitia in občinske enote Makry Gialos. Leta 2006 je bil ukinjen.

### Okoljsko zaščitena območja
V občini Sitia je več območij, ki so v skladu z nacionalnimi in mednarodnimi zakoni zaščitena kot naravni park, estetski gozdovi, zatočišča za prostoživeče živali itd. Sitia je dom svetovnega geoparka Sitia UNESCO. Pomembni primeri so:
- Dionizadovi otoki, ki prevažajo številne redke in ogrožene rastlinske vrste in služijo tudi kot zatočišče številnim živalskim vrstam (večinoma pticam in majhnim plazilcem), vključno s sokolom Falco eleonorae, ki tukaj najde zatočišče.
- Palmov gozd Vai.
- Soteska in slap Rihtis.[11]

### Podnebje
Sitia ima sredozemsko podnebje z vročimi poletji (Köppnova podnebna klasifikacija: Csa) z vročimi, suhimi poletji in blagimi, deževnimi zimami.

## Znamenitosti
- Samostan Toplou, ustanovljen sredi 15. stoletja, je eden najpomembnejših samostanov na Kreti
- Trdnjava Kazarma v mestu Sitia
- Soteska mrtvih (pri Kato Zakrosu)
- Arheološki muzej Sitia
- Muzej Sitia
- Različna arheološka najdišča z naselbinami minojske civilizacije iz bronaste dobe, na primer v Itanosu in Mochlosu